# Chongos Alto (distrito)
Chongos Alto é um distrito da província de Huancayo, localizado do Departamento de Junín, Peru.

## Transporte
O distrito de Chongos Alto é servido pela seguinte rodovia:
- JU-110, que liga o distrito à cidade de Viques[2][3][4]